# Robert Schwartzman
Robert Coppola Schwartzman, uměleckým jménem Robert Carmine (* 24. prosince 1982 Los Angeles, Kalifornie, USA) je americký zpěvák, kytarista, hudební skladatel a herec. Pochází ze známé umělecké rodiny Coppolových, jeho matka herečka Talia Shireová je sestra režiséra Francise Forda Copooly, bratranec Nicolas Cage je známý hollywoodský herec, stejně tak i jeho sestřenice Sofia Coppola.
V současnosti vystupuje jako hlavní zpěvák losangeleské rockové skupiny Rooney, která spadá do oblasti žánrů indie rock, alternativní rock a pop.

## Filmografie
- 1999 Smrt panen
- 2001 Deník princezny